# Крива Паланка
Крива Паланка је град у Северној Македонији, у североисточном делу државе, подно Осоговских планина. Крива Паланка је седиште истоимене општине.
Кроз Криву Паланку протиче Крива Река. У близини Криве Паланке се налази манастир Свети Јоаким Осоговски. Град је удаљен од Куманова 60 km, а од Скопља 100 km. У општини живи преко 20 хиљада становника. Крива Паланка се налази близу граничног прелаза са Бугарском „Деве Баир“.

## Порекло назива
Име града потиче од турског назива за Криву реку, „Егри Дере“ (егри=крива, дере=река), на чијим обалама лежи град. Ерги Дере био је стари назив града. Временом је реч „паланка“ заменила турску реч „дере“.

## Географија
Град Крива Паланка је смештен у крајње североисточном делу Северне Македоније, близу државне тромеђе са Србијом и Бугарском. Од најближег града, Куманова град је удаљен 60 km источно, а од главног града Скопља 100 km источно.
Рељеф: Крива Паланка се налази у историјској области Славиште. Насеље је положено у узаној долини Криве реке, на приближно 650 m надморске висине. северно од града издижу се планине Герман и Билина, а јужно Осоговске планине.
Клима у Кривој Паланци је континентална.
Воде: Кроз Криву Паланку протиче Крива Река, која дели град на северни и јужни део.

## Историја
Крива Паланка је један од најмлађих градова у Северној Македонији. Град је под именом „Ерги Дере“ основао турски везир Бајрам-паша, као утврду за заштиту важног караванског пута од Скопља за Софију. Град је био намењен јачању ове области Македоније. У турским документима је забележено да је град основан 1633. године по хришћанском, односно 1403. године по муслиманском календару. Тај документ, који је био написан на плочи, чуван је на улазу у на тврђаву и био је написан арапском азбуком. Касније је плоча премештена у џамију, која се налазила у самом средишту града. Данас се ова плоча са датумом оснивања града чува у Историјском музеју у Скопљу. По другом извору место са околином помиње се 1371. године као посед српских великаша Дејановића.
Добар положај на коме се налази, овом малом насељу је омогућио да прерасте у веће насељено место. Према пописима из 19. века, град се водио као место насељено Словенима (хришћанима) и Турцима (муслиманима).
За време Карпошевог устанка 1689. године, Крива Паланка заједно са околином била је важно упориште његових устаника. Због тога су након гушења устанка, османске власти провеле масовног притиска на становништво, па и насилна пресељења у друге крајеве. У граду је образован значајан хришћански слој, који је у 19. веку на својим плећима понео преображај и развој града у град са хришћанским и православним манирима. Током овог периода у Криву Паланку долази Јоаким Крчовски, који је помогао локалним трговцима од 1814—1819. године, и који је у Будиму одштампао својих пет познатих књига, уз то одржавши и јавни говор. Крчовски не само да је развио потребу за описмењавањем, већ је извршио и пресудни подстицај за оснивање црквено-ћелијне школе 1817. године. која је била смештена у приватној кући, у чијој близини је 1833. године, уз велики допринос локалног трговца Давида Јереја, изграђена градска Црква Светог Димитрија.
Крива Паланка је крајем 19. века била варош са 4-5.000 становника, а поред Турака има доста православних, међу којима и Власа сточара који номаде. Преко Дурачке реке водио је тада камени мост, а преко Криве реке су три лоше дрвене ћуприје. Дућани и занатске радње су све у низу, око ућумата (суднице). У околини има мало кречњака па су куће зато ретко окречене. Од култура доста има шљива, од којих се прави ракија шљивовица. Од јавних здања ту су две џамије и једна текија са 2-3 дервиша. Срби и бугарски егзархисти деле једне цркву на крају вароши. Српска школа је такође на крају насеља а отворена 1894. године.
Након Првог балканског рата 1912. године, Османлије су напустиле Криву Паланку, те је она потпала под власт Краљевине Србије све до 1915. године. За време Првог светског рата, између 1915. и 1918. године, окупирали су је Бугари. Након рата ту је саграђена спомен-капела изгинулим српским ратницима за ослобођење. Од 1918. године, град је у саставу Краљевине СХС и тад први пут постаје средиште општине. Тад је изграђено и неколико значајних грађевина: зграда општине, официрски дом, зграда гимназије, болница итд. Тад је направљена и прва регулација корита Криве Реке и први урбанистички план. Градић је почео да добија изглед који је у основи задржао и данас. За време Другог светског рата, од 1941. до 1944. године, Криву Паланку су поново окупирали Бугари. Од 1944. до 1991. године град је у саставу СФРЈ, а од 1991. године у саставу Северне Македоније.

## Становништво
Крива Паланка је према последњем попису из 2021. године имала 13.481 становника.
| Национални састав према попису из 2021.‍ | Национални састав према попису из 2021.‍ | Национални састав према попису из 2021.‍ | Национални састав према попису из 2021.‍ | Национални састав према попису из 2021.‍ |
| --------------------------------------- | --------------------------------------- | --------------------------------------- | --------------------------------------- | --------------------------------------- |
|                                         |                                         |                                         |                                         |                                         |
| Македонци                               | Македонци                               |                                         | 13.758                                  | 92%                                     |
| Роми                                    | Роми                                    |                                         | 447                                     | 3,3%                                    |
| непописани                              | непописани                              |                                         | 479                                     | 3,5%                                    |

Претежна вероисповест месног становништва је православље.

## Економија
Још од настанка града, трговина је најразвијенија грана економије због близине бугарске границе. Друге развијене гране су земљорадња (највише се узгаја кромпир а у мањој мери кукуруз, пшеница, јечам, раж, овас и др.) и рударство (познатији рудници су рудник олова и цинка Тораница и рудник „Бентомак”). У центру Криве Паланке постоји више старих занатских радњи попут часовничара, казанџија, оптичара и других занатлија који и даље активно раде. У центру града налази се и робна кућа, а на ободима града постоји неколико пилана и постројења за сечу и обраду дрвета за огрев и намештај.
У граду се налази неколико обданишта, три основне школе и гимназија „Ђорче Петров“.
Због свог географског положаја град се налази са европском железничком коридору Г-8 и то је разлог што већ дуго година постоји план за продужетак железничке пруге од Куманова до Криве Паланке и даље до границе са Бугарском. Изградња прве деонице ове пруге је у току и до сада је изграђено 8 km пруге од Куманова до места Бељаковце а крај свих радова очекује се 2023. године.
У плану је и скорија реализација пројекта гасификације града за шта је већ обезбеђен новац.

## Културне знаменитости
Поред града налази се манастир светог Јоакима Осоговског. Основан је у 12. веку и познат је и по имену „Сарандапор“.
По предању, његов оснивач био је пустињак и чудотворац Јоаким Осоговски. Данашњи изглед потиче из 19. века, када је манастир у потпуности обновљен.

## Занимљивости
Околина овог малог планинског градића богата је рудама (локалитет из античких времена), па су је у 13. веку населили Саси, који су се временом стопили са словенским становништвом.

## Галерија
- Средиште Криве Паланке
- Главна градска црква, Црква Св. Димитрија
- Здање Општине Крива Паланка
- Споменик борцима из НОБ-а